# Торон (Крёз)
Торо́н (фр. Thauron) — коммуна во Франции, находится в регионе Лимузен. Департамент коммуны — Крёз. Входит в состав кантона Понтарьон. Округ коммуны — Гере.
Код INSEE коммуны — 23253.

## Население
Население коммуны на 2010 год составляло 184 человека.
| 1962 | 1968 | 1975 | 1982 | 1990 | 1999 | 2010 |
| ---- | ---- | ---- | ---- | ---- | ---- | ---- |
| 288  | 225  | 197  | 169  | 190  | 189  | 184  |

## Экономика
В 2010 году среди 105 человек трудоспособного возраста (15—64 лет) 84 были экономически активными, 21 — неактивными (показатель активности — 80,0 %, в 1999 году было 70,4 %). Из 84 активных жителей работали 74 человека (37 мужчин и 37 женщин), безработных было 10 (3 мужчин и 7 женщин). Среди 21 неактивных 7 человек были учениками или студентами, 6 — пенсионерами, 8 были неактивными по другим причинам.